# おきらくシリーズ
おきらくシリーズは、アークシステムワークスが開発・発売したコンピュータゲームシリーズ。
スポーツゲームなどを簡単操作で手軽に遊べることをコンセプトにしており、「げんき」や「のぞみ」などの「おきらく一家」がシリーズを通してプレイヤーキャラクターになっている。

## シリーズ一覧
各タイトルの末尾には、Wiiウェア版は「Wii」、ニンテンドー3DS版は「3D」、Wii U版とNintendo Switch版は「SP」が付く。
| タイトル                                           | Wiiウェア      | 3DS版                                        | Wii U版                                      | Switch版                      |
| -------------------------------------------------- | -------------- | -------------------------------------------- | -------------------------------------------- | ----------------------------- |
| おきらくピンポン Family Table Tennis               | 2008年03月25日 | 2012年07月18日 2013年09月26日                |                                              |                               |
| おきらくエアホッケー                               | 2008年10月21日 |                                              |                                              |                               |
| おきらくすごろく                                   | 2009年01月27日 |                                              |                                              |                               |
| おきらくスロットカーレーシング                     | 2009年02月10日 |                                              |                                              |                               |
| おきらくパターゴルフ                               | 2009年03月10日 |                                              |                                              |                               |
| おきらく大富豪                                     | 2009年06月02日 | 2012年02月29日                               |                                              | 2018年05月10日                |
| おきらくテニス Family Tennis                       | 2009年07月28日 | 2011年09月28日 2012年07月05日 2013年02月28日 | 2014年03月12日 2015年01月15日 2015年01月15日 | 2019年11月28日 2019年12月16日 |
| おきらくカート Family Kart                         | 2009年11月24日 | 2012年04月11日 2013年08月01日 2014年07月31日 |                                              |                               |
| おきらくボウリング Family Bowling                  |                | 2011年09月14日 2013年10月03日 2015年11月12日 |                                              |                               |
| おきらくビーチバレー Super Strike Beach Volleyball |                | 2012年08月08日 2016年04月14日 2016年04月14日 |                                              |                               |
| おきらくゴルフ                                     |                | 2012年10月24日                               |                                              |                               |
| おきらくフィッシング Family Fishing                |                | 2014年03月12日 2015年11月19日 2016年01月28日 |                                              |                               |

その他
- おきらくウォッチ - 2010年6月28日配信のiOS用無料アプリ。おきらく一家のげんき・のぞみ・パパ・ママのいずれかを画面に表示させ、画面を触ると各キャラクターごとに7種類の台詞をしゃべる[21][22]。

## キャラクター
- げんき - 一家の最年少。
- のぞみ - げんきの姉。
- パパ - げんきとのぞみの父。
- ママ - げんきとのぞみの母。
- おにいさん - げんきとのぞみのいとこ。
- おねえさん - ママの妹。小学校の先生をしている。
- おじいちゃん（おじいさん）[注 2] - パパの父。
- おばあちゃん（おばあさん）[注 2]

## おきらくピンポンWii
『おきらくピンポンWii』（英題：Family Table Tennis）は、2008年3月25日に発売されたWiiウェア用卓球ゲーム。Wiiウェアのローンチソフトの一つ。2012年7月18日にはニンテンドー3DS版の『おきらくピンポン3D』（英題：Family Table Tennis 3D）が発売された。「3D」は日本国外では北米のみで発売。
操作キャラクターは、「Wii」はげんき・のぞみ・パパ・ママの4人、「3D」はこの4人とおにいさん・おねえさん・おじいちゃん・おばあちゃんの8人から選択する。
「Wii」ではコントローラのWiiリモコンを振る動きに合わせて操作キャラクターがラケットを振り、球にラケットを当てるタイミングによって左右に打ち分けることができる（早めに打つと右方向、遅めに打つと左方向）。一方、「3D」では操作キャラクターを移動させて左右に打ち分け、ゲーム機本体のAボタンでドライブショットを、Bボタンでカットショットを打てる。タイミングが合わない状態でラケットを振ると一時的に動けなくなる「くずれ状態」となり、この時に対戦相手はスマッシュを行うことができる。なお、全ての操作キャラクターは右手にラケットを持つ右利き設定になっている。
ゲームモードは以下の通り。「3D」は全てのモードで1人プレイ専用となっている。
- ひとりでピンポン（「3D」では「勝ち抜き戦」） - コンピュータを相手に勝ち抜き戦を行う1人プレイ専用モード。「3D」では「初級」「中級」「上級」の3つの難易度がある。「Wii」は3戦で「3D」は4戦。
- みんなでピンポン - コンピュータとの対戦や2人での対人対戦を行うモード。「Wii」のみ。
- フリー対戦 - コンピュータとの対戦を行うモード。「3D」のみ。
- ミニゲーム - 特殊なルールで行われるミニゲームを収録したモード。全て1人プレイ専用。
  - まとあてピンポン - 相手コートに現れるマークのところに球を飛ばして点数を獲得し1000点に到達するまでの時間を競う。マークに近いほど高得点（最高点は50点）が入り、1回ミスするごとに100点が減点される。「Wii」のみ。
  - サバイバル - コンピュータ相手の対戦を連続で行い100連勝を目指す。ルールは7ポイント先取の1ゲームマッチ。「3D」のみ。
  - スリリングピンポン - ラリーをした回数がそのまま得点になるというルールで100点先取したほうの勝利となる。
  - 打ち分けピンポン - 制限時間内に左右の打ち分けを行い得点を競う。連続で成功するほど獲得点数が増加する。「Wii」では相手コートの左にミカンが、右にリンゴが描かれており、上から落ちてくるミカンとリンゴをラケットで打ってそれぞれのエリアに飛ばす。「3D」では相手コートの左右が赤と青に塗られており、相手が打ってきた球の色と同じエリアに返す。

## おきらくエアホッケーWii
『おきらくエアホッケーWii』（英題：Family Glide Hockey）は、2008年10月21日に発売されたWiiウェア用エアホッケーゲーム。
登場キャラクターはげんき・のぞみ・パパ・ママの4人だが、ゲームプレイ中は通常は姿が表示されず、点数が入ったときの会話シーンや必殺ショット（後述）発動時のカットイン、対戦終了後のムービーで表示される。
パックを打つマレットは、コントローラのWiiリモコンを振ることで操作する。パックは壁に当たって跳ね返り続けると光り始め、この時にWiiリモコンのボタンを押しながらパックを打つと必殺ショットが発動する。ショットの種類は押したボタンによって異なり、Aボタンの場合は高速で直進する「ファイアーショット」、Bボタンの場合はうねりながら進む「スネークショット」となる。
ゲームモードは以下の通り。
- 一人モード - コンピュータを相手に勝ち抜き対戦する1人用モード。
- 対戦モード - 最大4人で対戦するモード。
- ミニゲーム - 特殊なルールで行われるミニゲームを収録したモード。いずれも1人プレイ専用。
  - ぶっつけ！エアホッケー - ホッケー台に配置された赤色と銀色の複数のパックに対してパックを当ててはじくことにより高得点獲得を目指す。はじいたヒット数に、ぶつかった組み合わせに応じた倍率（赤と壁：x1、銀と壁：x1、赤同士：x2、赤と銀：x2、銀同士：x3）を掛けた点数が次々に加算されていく。3回続けて行い、終了時点の合計得点を競う。
  - あわせて！エアホッケー - 出される問題に対して次々に答えていくという趣向で、ホッケー台の相手側に並ぶ答え候補のうち正解のものにパックを当てる。
  - そろえて！エアホッケー - ホッケー台の上に並べられた10x10のパネルへ向けてパックを打ち、多くのパネルの色を変化させることを目指す。色が変わったパネルの枚数x10が得点となる。5回続けて行い、終了時点の合計得点を競う。

## おきらくすごろくWii
『おきらくすごろくWii』（英題：Family Pirate Party）は、2009年1月27日に発売されたWiiウェア用すごろくゲーム。
本作のプレイヤーキャラクターのげんき・のぞみ・パパ・ママは海賊に扮している。様々な小島がマスとなっているループ状のマップを巡って財宝などを手に入れ、決められたターン数の間に一番多くお金を集めたプレイヤーの勝利となる。他のプレイヤーがいる島を大砲で攻撃してお金の取得を妨害したり「おたすけカード」を使用して対戦を有利に進めたりすることができる。また、対戦中には以下のアクションイベントが発生し、結果に応じてお金を得ることができる。
- 大ダコをやっつけろ - 大きなタコを剣で攻撃して倒す。コントローラのWiiリモコンを振ると画面上のプレイヤーが剣を振る。
- 海軍をおいかえせ - 海上から発射される大砲の弾をライフルで撃ち落とす。
- いんせきをうちかえせ - 飛んでくる隕石をバットで打ち返す。

有料DLCの購入により、新規のマップ、コスチューム、サイコロのデザインを追加することができる。

## おきらくスロットカーレーシングWii
『おきらくスロットカーレーシングWii』（英題：Family Slot Car Racing）は、2009年2月10日に発売されたWiiウェア用レースゲーム。コースの溝に沿って走行するスロットカーによるレースを行う。
ゲーム開始時にげんき・のぞみ・パパ・ママの4人から1人を選び、続いてレースに用いるスロットカーを選択する。キャラクターは誰を選んでもゲーム性に違いはないが、スロットカーはそれぞれ「加速」「スピード」「グリップ」の能力値が設定されている。基本的な操作はコントローラのボタン1つで行い、ボタンを押すと加速、離すと減速となる。2つのボタンを同時押しするとターボが発動し一時的にスピードアップする。カーブでスピードを出しすぎるとコースアウトとなる。
ゲームモードは、コンピュータと対戦する「ひとりでレース」、2人対戦を行う「ふたりでレース」、コースごとのタイムアタックを行う「チャレンジモード」の3つ。ひとりでレースモードを進めていくことで新規のコースやスロットカーが追加されていく。

## おきらくパターゴルフWii
『おきらくパターゴルフWii』（英題：Family Mini Golf）は、2009年3月10日に発売されたWiiウェア用パターゴルフゲーム。
操作キャラクターはげんき・のぞみ・パパ・ママの4人だが、最大8人の対戦に対応している。パッティング操作は、打つ方向を決めた後、増減するパワーゲージを目押しし、最後にコントローラのWiiリモコンを振ることで行う。コースは「アイランド」「森の公園」「キャッスル」の3つで全27ホール。コース内には、ボールを吹き飛ばす扇風機やボールを加速させるダッシュパネル、ボールを跳ね返すバンパーなどのギミックが配置されているものもある。また、有料DLCの購入により、高難易度のコースが追加される。

## おきらく大富豪Wii
『おきらく大富豪Wii』（英題：Family Card Games）は、2009年6月2日に発売されたWiiウェア用コンピュータカードゲーム。2012年2月29日にはニンテンドー3DS版の『おきらく大富豪3D』が、2018年5月10日にはNintendo Switch版の『おきらく大富豪SP』が発売された。「3D」と「SP」は日本国外では未発売。
プレイヤーキャラクターは、「Wii」と「3D」はげんき・のぞみ・パパ・ママの4人、「SP」はこの4人とおにいさん・おねえさん・おじいさん・おばあさんの8人から選択する。
「Wii」は副題として「本格Wi-Fiネット対戦」と記載されており、オンラインで大富豪の4人対戦を行うことができる。また、神経衰弱とスピードも収録しているが、この2つはオフライン対戦のみとなっている。このほか、有料DLCの購入により、アークシステムワークスが発売した『BLAZBLUE』や『GUILTY GEAR 2 OVERTURE』などのキャラクターが描かれたカードを対戦で使用可能となる。
「3D」と「SP」は大富豪のみ収録しており、1人プレイ専用となっている。また、DLCの要素はない。

## おきらくテニスWii
『おきらくテニスWii』（英題：Family Tennis）は、2009年7月28日に発売されたWiiウェア用テニスゲーム。2011年9月28日にはニンテンドー3DS版の『おきらくテニス3D』（英題：Family Tennis 3D）が、2014年3月12日と2019年11月28日にはそれぞれWii U版とNintendo Switch版の『おきらくテニスSP』（英題：Family Tennis SP）が発売された。「Wii」は日本国外では北米のみで発売。
操作キャラクターは、「Wii」はげんき・のぞみ・パパ・ママの4人、「3D」と「SP」はこの4人とおにいさん・おねえさん・おじいちゃん・おばあちゃんの8人から選択する。各キャラクターはそれぞれ以下の「必殺ショット」を持っている。
- げんき：弾丸スマッシュ - 通常よりも高速のスマッシュを行う。
- のぞみ：スパイラルショットLOW - 円を描きながら低い軌道で飛ぶボールを放つ。
- パパ：爆発ロブ落とし - ボールが相手コートに落ちた際に爆発して相手プレイヤーを吹き飛ばす。
- ママ：スパイラルショットHIGH - 円を描きながら高い軌道で飛ぶボールを放つ。
- おにいさん：ジグザグショット - ジグザグの軌道で飛ぶボールを放つ。
- おねえさん：スターダスト☆ショット - ショット後にボールが高く上昇してから相手コートに降り注ぐ。
- おじいさん：三つ子ショット - ボールをショットした瞬間にボールが3つに分裂し、どれが本物かわからなくなる。
- おばあさん：念力ショット - ボールが落ちるまで自由に動かすことができる。

ゲームモードは以下の通り。「3D」は全てのモードで1人プレイ専用となっている。
- 勝ち抜き（「Wii」では「1人で勝ち抜き」） - 4試合を勝ち抜くことを目指すモード。「Wii」と「3D」では1人プレイ専用、「SP」では最大2人でのプレイが可能。
- フリー対戦 - シングルス/ダブルスやコートの種類、試合数などを任意で設定してプレイできるモード。「3D」では1人プレイ専用、「Wii」と「SP」では最大4人でのプレイが可能。
- ミニゲーム - 特殊なルールで行われるミニゲームを収録したモード。「Wii」にはなく、「3D」と「SP」のみ。
  - パネルラリー - コート上に現れる得点パネル（1、10、50、100の4種類）にボールを当てて1000点先取したほうの勝利となるモード。「3D」は1人プレイ専用、「SP」では最大2人でのプレイが可能。
  - スリリングラリー - ラリーをした回数がそのまま得点になるというルールで100点先取したほうの勝利となるモード。「3D」は1人プレイ専用、「SP」では最大2人でのプレイが可能。
  - サバイバル - 次々と対戦を行い連勝数を競うモード。1人プレイ専用。

## おきらくカートWii
『おきらくカートWii』（英題：Family Go-Kart Racing）は、2009年11月24日に発売されたWiiウェア用レーシングカートゲーム。2012年4月11日にはニンテンドー3DS版の『おきらくカート3D』（英題：Family Kart 3D）が発売された。「Wii」は日本国外では北米のみで発売。
操作キャラクターは、「Wii」はげんき・のぞみ・パパ・ママ・おねえさん・おじいちゃんの6人、「3D」はこの6人とおにいさん・おばあちゃんの8人から選択する。レースではコンピュータを含めた6台のカートが走行するが、「Wii」は最大4人同時プレイが可能で、「3D」は1人プレイ専用となっている。
「Wii」ではコントローラのWiiリモコンを横持ちし左右に傾けることでカートを操作する。一方、「3D」ではゲーム機本体のアナログパッドか十字キーでカートを操作し、「Wii」ではできなかった任意のドリフト操作を行うこともできる。また、レース中にコース上のアイテムボックスに触れるとアイテムが手に入るが、その種類は「Wii」と「3D」で異なる。
「Wii」のアイテム
- ハイパーアクセル - 自分のカートの加速度が一時的に上昇する。
- スーパーバリア - 自分のカートの周りにバリアを発生させ、他のプレイヤーからの攻撃を無効化する。
- ゴーゴーマッハ - 自分のカートが高速での自動操縦状態になる。
- ボウリングボム - 爆弾を前方に発射して他のプレイヤーのカートをクラッシュさせる。
- つるつるオイル - 路上にオイルを撒き、踏んだカートをスピンさせる。
- エスパーねんりき - 他のプレイヤーのカートを操作する。

「3D」のアイテム
- どきどきボム - 一定時間経過後に爆発する爆弾を前方に発射して他のプレイヤーのカートをクラッシュさせる。「Wii」の「ボウリングボム」に類似している。
- むてきバリア - 他のプレイヤーが使用したボムなどの攻撃を防ぐことができ、使用中に他のカートに接触してクラッシュさせることもできる。「Wii」の「スーパーバリア」に類似している。
- つるつるオイル - 路上にオイルを撒く。オイルを踏んだカートはクラッシュし、その後の一定時間、減速やステアリング低下のデメリットが発生する。「Wii」の同名アイテムと類似している。
- ゆうどうミサイル - 前方のカートを追尾するミサイルを発射してクラッシュさせる。
- いじげんワープ - 自分のカートが一時的に消滅し、高速での自動操縦状態になる。「Wii」の「ゴーゴーマッハ」に類似している。
- もりもりエンジン - 自分のカートの加速度が一時的に上昇し、ステアリングも向上する。「Wii」の「ハイパーアクセル」に類似している。

## おきらくボウリング3D
『おきらくボウリング3D』（英題：Family Bowling 3D）は、2011年9月14日に発売されたニンテンドー3DS用ボウリングゲーム。
操作キャラクターはげんき・のぞみ・パパ・ママの4人。ゲームモードは、操作キャラクター以外の3人と対戦していく「ストーリーモード」、最大4人でプレイする「フリープレイ」、ピンの配置が特殊な全20ステージのクリアを目指す「チャレンジモード」の3つがある。フリープレイは1つのゲーム機本体で交互にプレイする方式で、複数のゲーム機同士の通信プレイには対応していない。
投球時には、投球の角度を設定した後、ゴルフゲームで用いられるようなパワーゲージを目押しして投球の強さを決定する。プレイ中に必殺ゲージが溜まっていき、満タンの時に技を発動させると次の投球で必ず全ピンを倒すことができる。
レーンの種類は「おきらくボウル」「めるへんコテージ」「ごくらくビーチ」「つるりんスケート」「がたごとトレイン」の5つ。「おきらくボウル」は基本的なレーンだが、「めるへんコテージ」と「ごくらくビーチ」はレーン上に障害物があり、「つるりんスケート」はボールが滑りやすく、「がたごとトレイン」はレーンが傾くというようにそれぞれ特徴的なギミックがある。

## おきらくビーチバレー3D
『おきらくビーチバレー3D』は、2012年8月8日に発売されたニンテンドー3DS用ビーチバレーゲーム。日本国外では未発売。
操作キャラクターははげんき・のぞみ・パパ・ママ・おにいさん・おねえさん・おじいちゃん・おばあちゃんの8人で、このうちの2人でペアを組む。操作するのは片方のキャラクターのみで、もう片方のパートナーは自動で判断し行動する。各キャラクターには6つの能力値として移動（移動速度）・パワー（スパイクやサーブの強さ）・正確さ（狙った場所にボールを打つ精度）・根性（ブロックやレシーブ時の吹っ飛びにくさ）・ゲージ（必殺技ゲージの溜まりやすさ）・滞空（ジャンプやブロック時に空中にいる時間の長さ）が設定されており、キャンペーンモードで勝利するごとに強化できる。
レシーブやトスをタイミングよく行うと「グッドタイミング」と判定され、その後のスパイクの精度や威力が上昇する。また、レシーブとトスが両方ともグッドタイミングの時や相手の体勢を崩した状態でルーズボールが返ってきた時にボールが輝き始め、これをスパイクすると強力な「ベストスパイク」となる。このほか、グッドタイミングを続けると必殺技ゲージが溜まっていき、溜まりきると2人で協力して行う特殊なスパイク「スーパーショット」を放つことができる。
ゲームモードは以下の通り。全て1人プレイ専用。
- キャンペーン - 3つのビーチを舞台に総勢40人のキャラクターと対戦を行うモード。勝利後にはポイントを振り分けて能力値を強化できるほか、対戦相手が着用していた水着が手に入り、操作キャラクターとパートナーの着せ替えを行うことができる。
- フリー対戦 - 任意のコートやキャラクターを選択して対戦する。
- サバイバル - 次々に対戦を行い連勝記録を競うモード。パートナーは試合ごとにランダムで設定される。

## おきらくゴルフ3D
『おきらくゴルフ3D』は、2012年10月24日に発売されたニンテンドー3DS用ゴルフゲーム。日本国外では未発売。
操作キャラクターはげんき・のぞみ・パパ・ママ・おにいさん・おねえさん・おじいちゃん・おばあちゃんの8人。各キャラクターにはパワー・コントロール・テクニックの3つの能力値が設定されている。
- げんき - 全ての能力値が平均的。
- のぞみ - パワーが低めでコントロールとテクニックがやや高め。
- パパ - パワーが高くコントロールがやや高めでテクニックは低い。
- ママ - パワーがやや低めでテクニックがやや高め。
- おにいさん - パワーは全キャラクター中最高でコントロールとテクニックが低い。
- おねえさん - パワーとコントロールが低めでテクニックは全キャラクター中最高。
- おじいちゃん - パワーがやや高めでコントロールがやや低め。
- おばあちゃん - パワーが低くコントロールは全キャラクター中最高。

ゲームモードは以下の通り。
- ひとりプレイ - コースを選択してホールを巡る1人プレイ専用モード。コースは難易度が低いほうから初級（6ホール）、中級（6ホール）、上級（6ホール）、ランダム（ランダムで9ホール）、フルランダム（ランダムで18ホール）の5つ。最初に選択できるのは初級のみで、アンダーパーのスコアを出すと次の難易度が解放される。
- 対戦プレイ - 全ホールの合計打数で勝敗を決めるストロークプレー方式の2人プレイモード。対人2人プレイは1つのゲーム機本体で交互にプレイする方式で、複数のゲーム機同士の通信プレイには対応していない。以下の「マッチプレイ」モードも同様。
- マッチプレイ - 勝利ホール数で勝敗を決めるマッチプレー方式の2人プレイモード。
- ドライビングコンテスト - コンピュータとドライバーの飛距離を競う1人プレイ専用モード。
- ニアピンコンテスト - コンピュータとアイアンでカップに寄せる精度を競う1人プレイ専用モード。
- パターコンテスト - コンピュータとパターの精度を競う1人プレイ専用モード。

## おきらくフィッシング3D
『おきらくフィッシング3D』（英題：Family Fishing）は、2014年3月12日に発売されたニンテンドー3DS用釣りゲーム。
操作キャラクターはげんき・のぞみ・パパ・ママ・おにいさん・おねえさん・おじいちゃん・おばあちゃんの8人で、5分間の釣果を競う1対1の対決を行う。キャラクターによる能力の違いはないが、使用するルアーやロッドによって釣りやすさが変わり、様々な補助アイテムを使用することもできる。ルアー・ロッド・アイテムは、魚を釣り上げた際に獲得するポイントを用いてショップで購入する。
魚がルアーに食いつくと、画面上にプレイヤーと魚のライフゲージが表示される。魚は水中を右往左往しながら攻撃オーラを発してプレイヤーのライフゲージを削っていくが、魚の動きに合わせてロッドを動かすことでオーラを相殺して魚にダメージを与える。また、リールを巻いて魚を引き寄せることができるが継続しすぎると魚が怒り状態になる。リールを巻き続けるごとに必殺技ゲージが上昇していき、最大になると魚に大ダメージを与える技を発動できる。この際、画面上に表示されるコマンドを正しく入力すると威力が上昇する。魚のライフゲージがなくなれば釣り上げ成功、プレイヤーのライフゲージがなくなれば失敗となる。
ゲームモードは以下の通り。
- キャンペーン - 5つの釣り場を舞台に対戦を次々と行う1人プレイ専用モード。
- フリー対戦 - 難易度とステージを任意に設定して対戦する2人プレイモード。対人2人プレイは1つのゲーム機本体で交互にプレイする方式で、複数のゲーム機同士の通信プレイには対応していない。
- サバイバル - 次々と対戦し連勝記録を競う1人プレイ専用モード。